# Zbrodnie w Leonówce
Zbrodnie w Leonówce – zbrodnie dokonane przez partyzantów Ukraińskiej Powstańczej Armii w kolonii Leonówka, położonej w gminie Tuczyn w powiecie rówieńskim województwa wołyńskiego, podczas  rzezi wołyńskiej. Na początku sierpnia 1943 roku w różnych okolicznościach zamordowano w Leonówce około 190 Polaków.

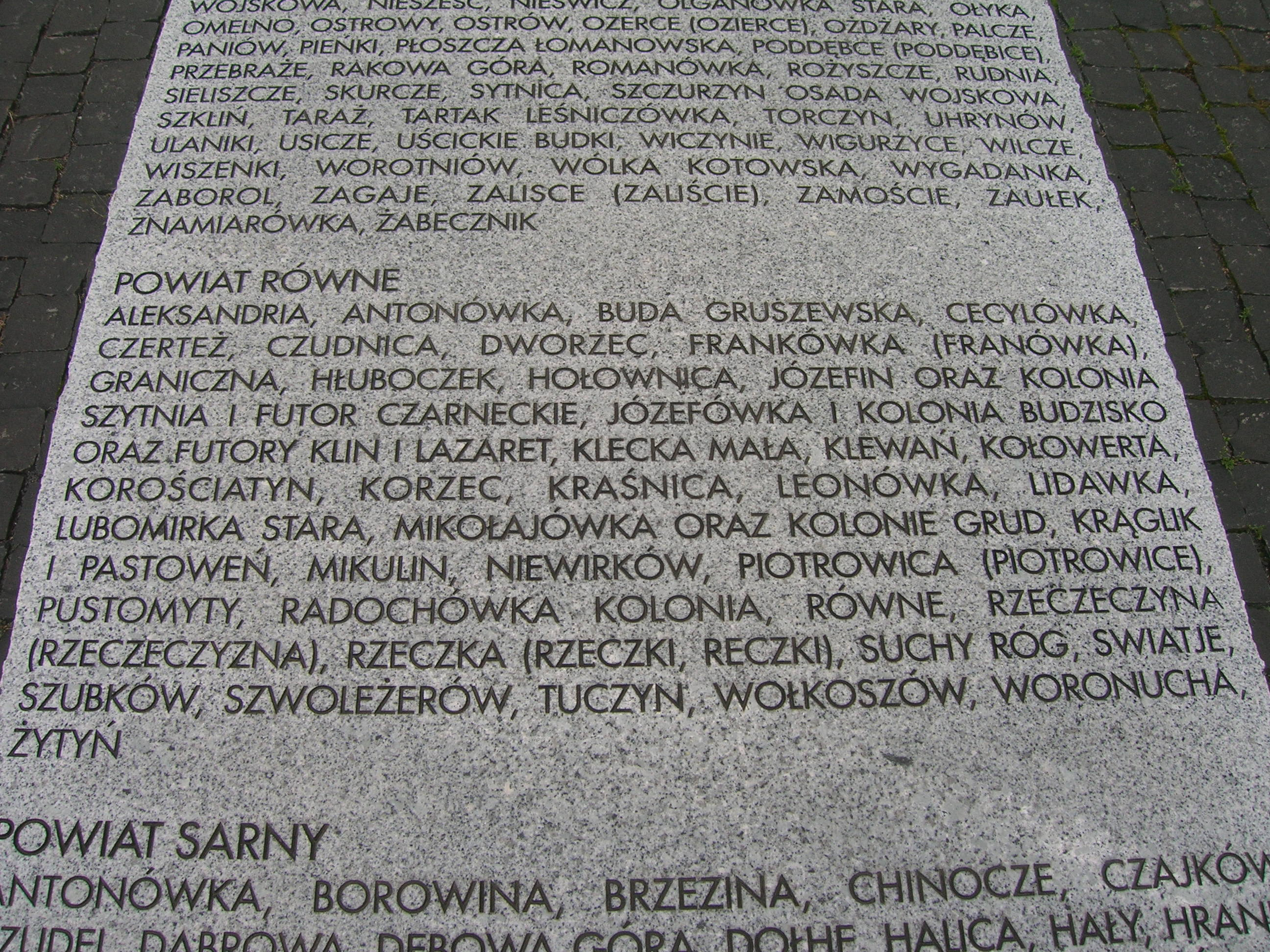
Leonówka na tablicy Pomnika Rzezi Wołyńskiej w Warszawie

W nocy z 1 na 2 sierpnia 1943 roku Leonówka, w której mieszkało około 300 Polaków i kilka rodzin ukraińskich, została otoczona przez 100-osobowy oddział UPA przybyły od strony wsi Żelanka. Upowcy wrzucali do izb granaty, wchodzili do domów i mordowali ich mieszkańców. Do uciekających strzelano; wszystkie zabudowania zostały podpalone. Szacuje się, że zabito około 150 osób. Około godziny 2 w nocy oddział ukraiński opuścił spaloną miejscowość.
2 lub 3 sierpnia 1943 roku grupa upowców na koniach zatrzymała przejeżdżających przez Leonówkę polskich uchodźców ze wsi Kudranka. Polakom odebrano przewożone mienie, doprowadzono do pobliskiego lasu i tam wymordowano. Zginęły 42 osoby.

## Literatura
- Władysław Siemaszko, Ewa Siemaszko, Ludobójstwo dokonane przez nacjonalistów ukraińskich na ludności polskiej Wołynia 1939–1945, Warszawa: „von borowiecky”, 2000, ISBN 83-87689-34-3, OCLC 749680885.